# L'Amandier en fleurs
L'Amandier en fleurs est un tableau réalisé par le peintre français Pierre Bonnard vers 1930 au Cannet, dans les Alpes-Maritimes. Cette huile sur toile est un paysage qui représente un amandier en fleurs, un sujet que l'artiste reprend juste avant sa mort, en 1946-1947. Don de la Fondation Meyer pour le développement culturel et artistique en 2014, l'œuvre fait partie des collections du musée Bonnard.

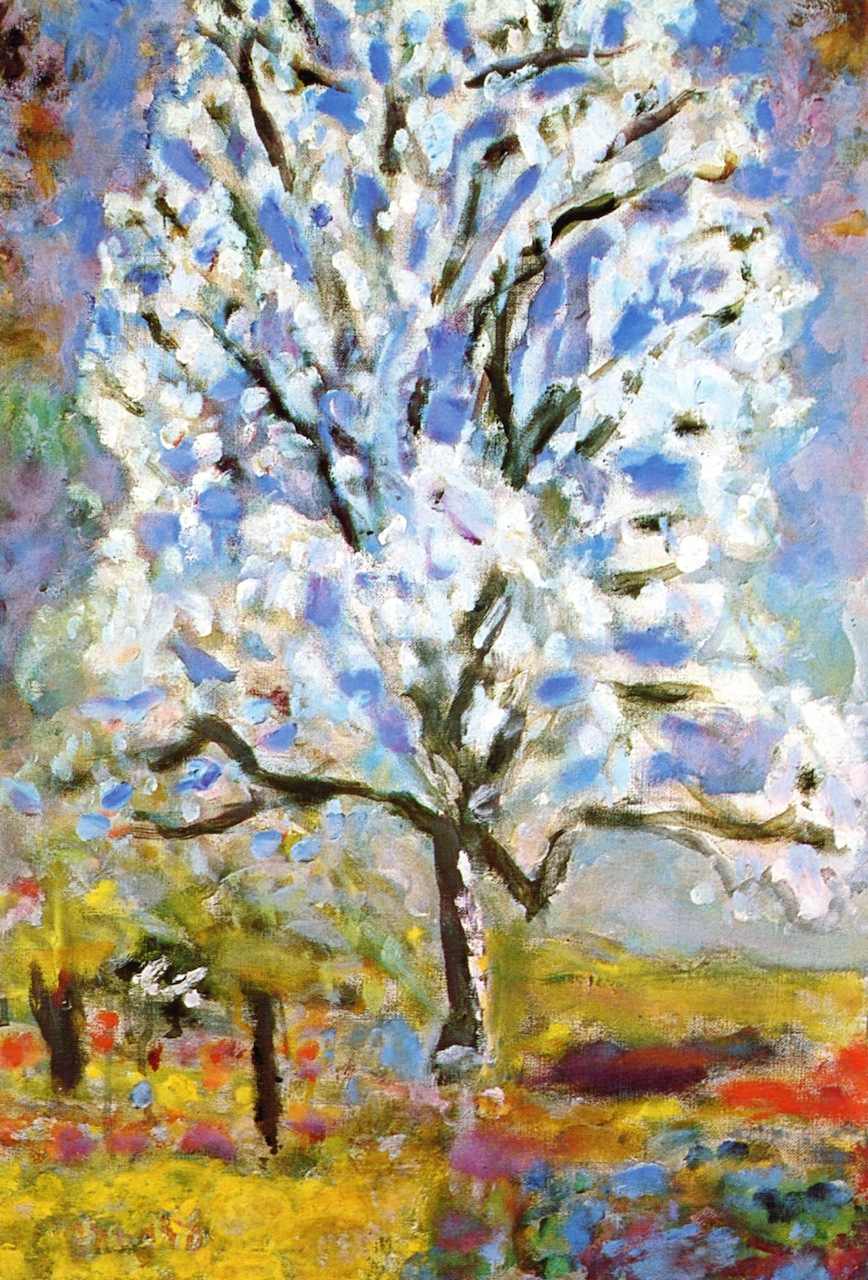
L'Amandier en fleurs, 1946-1947, musée national d'Art moderne, Paris.